# Ophioprium permixta
Ophioprium permixta is een slangster uit de familie Ophiomyxidae.
De wetenschappelijke naam van de soort werd in 1914 gepubliceerd door René Koehler.